# Jurrell Casey
Jurrell Casey (Long Beach, 5 dicembre 1989) è un ex giocatore di football americano statunitense che ha militato nel ruolo di defensive tackle nella National Football League (NFL). Fu scelto nel corso del terzo giro (77º assoluto) del Draft NFL 2011 dai Tennessee Titans. Al college ha giocato a football alla University of Southern California.

## Carriera professionistica

### Tennessee Titans

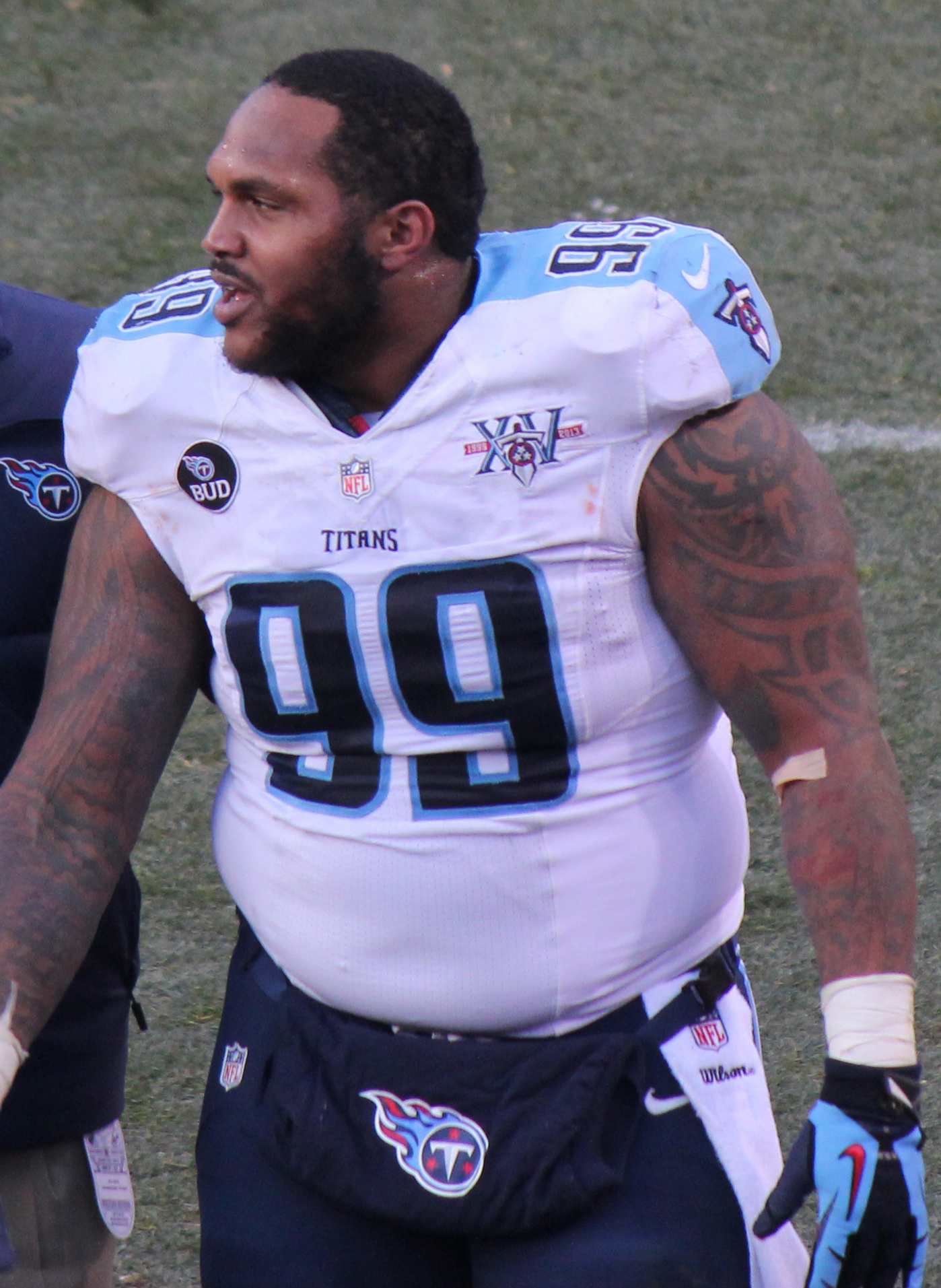
Casey nel 2013

Casey fu scelto dai nel corso del terzo giro del Draft 2011. Nella sua stagione da rookie disputò tutte le gare tranne una come titolare mettendo a segno 2,5 sack, guidando tutti gli uomini della linea difensiva dei Titans con 52 tackle. Nella stagione successiva rimase stabilmente titolare in tutte le gare, terminando con 54 tackle, 3,0 sack e 2 fumble forzati.
I Titans aprirono la stagione 2013 battendo in trasferta i Pittsburgh Steelers con Casey che mise a segno 2 sack su Ben Roethlisberger. La sua stagione si concluse con i nuovi primati personali per tackle (55), sack (10,5) e passaggi deviati (2), venendo inserito nel Second-team All-Pro.
Nella settimana 6 della stagione 2014, Casey mise a segno due sack sul rookie Blake Bortles dei Jacksonville Jaguars, venendo premiato come miglior difensore della AFC della settimana. La sua annata si chiuse al secondo posto della squadra con 5 sack, venendo inserito al 96º posto nella NFL Top 100, la classifica dei migliori cento giocatori della stagione.
Nel 2015, Casey fu convocato per il suo primo Pro Bowl al posto di Kawann Short, impegnato nel Super Bowl 50, selezione avvenuta anche nei due anni successivi.
Nel divisional round dei playoff 2019-2020, Casey mise a segno 2 sack su Lamar Jackson nella vittoria sui favoriti Baltimore Ravens. A fine stagione fu convocato per il quinto Pro Bowl consecutivo al posto di Chris Jones, impegnato nel Super Bowl LIV.

### Denver Broncos
Il 18 marzo 2020 Casey fu scambiato con i Denver Broncos per una scelta del settimo giro del Draft NFL 2020. Il 2 settembre 2021 annunciò il suo ritiro.

## Palmarès
- Convocazioni al Pro Bowl: 5

2015, 2016, 2017, 2018, 2019
- Second-team All-Pro: 1

2013
- Difensore della AFC della settimana: 1

6ª del 2014